# The Better Way
The Better Way é um filme mudo norte-americano de 1909 em curta-metragem, do gênero drama, dirigido por D. W. Griffith. O filme foi produzido pela Biograph Company e filmado em Coystesvill, Nova Jérsei. Cópias do filme encontram-se conservadas na Biblioteca do Congresso e no Museu de Arte Moderna dos Estados Unidos.

## Elenco
- Stephanie Longfellow
- Kate Bruce
- Henry B. Walthall
- James Kirkwood